# Comuna Oarța de Jos, Maramureș
Oarța de Jos (în maghiară: Alsóvárca) este o comună în județul Maramureș, Transilvania, România, formată din satele Oarța de Jos (reședința), Oarța de Sus și Orțița.
În perioada 2008 - 2012, primarul comunei a fost Vasile Costinaș.

## Demografie
Componența etnică a comunei Oarța de Jos
     Români (93,18%)
     Alte etnii (0,41%)
     Necunoscută (6,42%)
Componența confesională a comunei Oarța de Jos
     Ortodocși (82,38%)
     Baptiști (4,18%)
     Penticostali (3,77%)
     Greco-catolici (2,44%)
     Alte religii (0,71%)
     Necunoscută (6,52%)
Conform recensământului efectuat în 2021, populația comunei Oarța de Jos se ridică la 982 de locuitori, în scădere față de recensământul anterior din 2011, când fuseseră înregistrați 1.243 de locuitori. Majoritatea locuitorilor sunt români (93,18%), iar pentru 6,42% nu se cunoaște apartenența etnică. Din punct de vedere confesional, majoritatea locuitorilor sunt ortodocși (82,38%), cu minorități de baptiști (4,18%), penticostali (3,77%) și greco-catolici (2,44%), iar pentru 6,52% nu se cunoaște apartenența confesională.

## Politică și administrație
Comuna Oarța de Jos este administrată de un primar și un consiliu local compus din 9 consilieri. Primarul, Bogdan Pop[*], de la Partidul Social Democrat, este în funcție din 2012. Începând cu alegerile locale din 2024, consiliul local are următoarea componență pe partide politice:
|  | Partid                    | Consilieri | Componența Consiliului | Componența Consiliului | Componența Consiliului | Componența Consiliului |
|  | ------------------------- | ---------- | ---------------------- | ---------------------- | ---------------------- | ---------------------- |
|  | Partidul Social Democrat  | 4          |                        |                        |                        |                        |
|  | Uniunea Salvați România   | 3          |                        |                        |                        |                        |
|  | Partidul Național Liberal | 2          |                        |                        |                        |                        |

## Personalități născute aici
- Andrei Andreicuț (n. 1949), episcop.